# NGC 1380
NGC 1380 (również PGC 13318) – galaktyka soczewkowata (SB0), znajdująca się w gwiazdozbiorze Pieca. Została odkryta 2 września 1826 roku przez Jamesa Dunlopa. Galaktyka ta należy do gromady w Piecu.
W galaktyce NGC 1380 zaobserwowano supernową SN 1992A.